# سولوک
سولوک (به مجاری:  Szulok) یک منطقهٔ مسکونی در مجارستان است که در ناحیه بارچ واقع شده‌است. سولوک ۲۷٫۹ کیلومتر مربع مساحت و ۶۵۶ نفر جمعیت دارد.